# Лютом (Великопольське воєводство)
Лютом (пол. Lutom) — село в Польщі, у гміні Серакув Мендзиходського повіту Великопольського воєводства.
Населення — 505 осіб (2011).
У 1975-1998 роках село належало до Познанського воєводства.

## Демографія
Демографічна структура станом на 31 березня 2011 року:
|          | Загалом | Допрацездатний вік | Працездатний вік | Постпрацездатний вік |
| -------- | ------- | ------------------ | ---------------- | -------------------- |
| Чоловіки | 260     | 50                 | 191              | 19                   |
| Жінки    | 245     | 53                 | 147              | 45                   |
| Разом    | 505     | 103                | 338              | 64                   |